# Броккат
Броккат (дзонг-кэ: བྲོཀ་ཁ་; вайли: Brok-kha; также: брокскад, джокай) — один из языков Бутана. Распространён в посёлке Дхур в долине Чокхор, что в районе Бумтанг на севере центральной части страны. Число носителей по данным на 1993 год составляет около 300 человек. Относится к центральнотибетским языкам тибетской группы сино-тибетской языковой семьи. Имеет довольно нестабильное положение, близок к вымиранию.